# Elsa Schünzel
Elsa Schünzel (auch Else Schünzel, verehelichte Elsie Grossmann; * 29. April 1884 in Hamburg; † 14. April 1963 in New York City) war eine deutsch-US-amerikanische Schauspielerin bei Bühne und Film.

## Leben und Wirken
Die Tochter des Hamburger Kaufmanns Bernhard Theodor Hermann Schünzel und dessen Ehefrau Dorothea, geborene Israel, und ältere Schwester des berühmten Schauspielers und Regisseurs Reinhold Schünzel erhielt ihre künstlerische Ausbildung als Jugendliche an der Marie-Seebach-Schule der Königlichen Schauspiele in Berlin. Eines ihrer ersten Theaterengagements führte Elsa Schünzel 1905 an das Stadttheater zu Bonn. Dort wurde sie im Fach der Naiven und Sentimentalen eingesetzt und wirkte in Stücken wie Max Halbes Jugend (als Ännchen), Gerhart Hauptmanns Hanneles Himmelfahrt (als Hannele), Franz Grillparzers Sappho (als Melitta) und Hauptmanns Die versunkene Glocke (als Rautendelein).
Anschließend ging Schünzel ans Deutsche Theater in Göttingen, unmittelbar darauf führte ihr Weg ans Stadttheater im lothringischen Metz. Weitere Stationen waren Bielefeld und das Neue Theater in ihrer Heimatstadt Hamburg. In den 1910er Jahren wirkte sie überwiegend als gastierende Künstlerin (u. a. am Königgrätzer Theater in Berlin), nahm aber auch Festengagements an wie das in der Spielzeit 1917 am Apollo-Theater in Düsseldorf. In den 1920er Jahren ist Elsa Schünzel kaum mehr als Theaterschauspielerin nachzuweisen, zu Beginn der 1930er Jahre wirkte die Hamburger Künstlerin als Else Schünzel mit winzigen Rollen in zwei Tonfilmen mit.
1934 starb ihr Ehemann, der Filmproduktionsleiter Max Friedrich „Fritz“ Grossmann, den sie 1920 geheiratet hatte, bereits mit 39 Jahren. 1941, vier Jahre nach ihrem Bruder Reinhold, wanderten mit dessen Hilfe auch Elsa Schünzel, ihre Mutter und ihre jüngere Schwester Margarethe, verheiratete Emanuel, in die Vereinigten Staaten aus. Hier konnte Elsa Schünzel zwar noch in einigen Stücken am Broadway auftreten, es gelang ihr letztlich aber nicht mehr, künstlerisch Fuß zu fassen.
Ab 1952 lebte sie einige Zeit bei ihrer Tochter in Johannesburg in Südafrika, kehrte aber wieder nach New York zurück. Dort war sie zum Zeitpunkt des Todes ihres Bruders 1954 in München als Elsie Grossmann gemeldet. Sie starb 1963 im New Yorker St. Luke’s Hospital und wurde auf dem Rosedale and Rosehill Cemetery in Linden (New Jersey) beigesetzt.

## Filmografie (komplett)
- 1930: Mary
- 1932: Drei von der Stempelstelle